# Murmel Mania
Murmel Mania ist eine deutsche Spielshow, die seit 2021 ausgestrahlt wird. Bis 2023 wurde die Sendung bei RTL ausgestrahlt. Moderiert wurde die Sendung bei RTL von Chris Tall, als Kommentator mit dem Hang zum Co-Moderator fungierte Frank „Buschi“ Buschmann. Im November wurde sie um eine zweite Staffel verlängert. Diese wurde vom 21. Januar bis 11. Februar 2022 ausgestrahlt. Am 13. Januar 2023 startete die dritte Staffel.
Im August 2023 wurden die Rechte für die Sendung von Sat.1 erworben, wo vom 12. Juli bis 9. August 2024 die vierte Staffel ausgestrahlt wurde. Hier übernahm Melissa Khalaj die Moderation und Florian Schmidt-Sommerfeld die Kommentierung.
Für die bereits vorproduzierte fünfte Staffel übernahm Mirja Boes die Moderation. Die Ausstrahlung erfolgte ab dem 8. Januar 2025.

## Ablauf
Die Sendung ist ausschließlich prominenten Kandidaten vorbehalten, die den Gewinn am Ende der Sendung für einen guten Zweck spenden. Bei Sat.1 (ab der vierten Staffel) geht das Geld an den Publikumsblock des Spielers. Pro Sendung werden mehrere Spiele absolviert, in denen die Kandidaten Murmeln auf Bahnen rollen lassen.
Jeweils nehmen drei Kandidaten teil, denen die Murmelfarben rot, gelb und blau zugeteilt werden. Gespielt werden drei Runden aus einer Geschicklichkeits- und einer Glücksbahn. Bei der Geschicklichkeitsbahn treten die Kandidaten nacheinander an, das Ergebnisranking bestimmt, wie viele Murmeln sie für die Glücksbahn erhalten: der erste drei, der zweite zwei, der dritte eine. Diese Murmeln werden bei der Glücksbahn gleichzeitig in Gang gesetzt, die Reihenfolge des Zieleinlaufs bestimmt die Punkteverteilung (manchmal gab es Bonuspunkte). Die Punkte nach den Glücksbahnen ergeben zusammen ein Ranking, das für die Finalbahn bestimmt, wie viele der insgesamt 6.000 Murmeln die Kandidaten in ihren Farben erhalten. Diese Murmeln werden gleichzeitig in Gang gesetzt und bei einem Zwischenhalt in drei Bereiche aufgeteilt, denen unterschiedliche Geldgewinne zugewiesen sind. Am Ende deren Bahnen gelangt jeweils nur eine Kugel ins Ziel. Dadurch entsteht am Ende nicht automatisch ein Ranking der drei Kandidaten, sondern pro Ziel hat jede Farbe eine Chance auf den Gewinn und somit darauf, mehrere Plätze einzunehmen.
In der zweiten Staffel wurden die Glücksbahnen durch sogenannte „Spielverderber“ ergänzt, in welchen die Teilnehmer durch einen Buzzer die Murmeln auf der Bahn stören können, diese (möglicherweise auch eigene) können aufgehalten oder auch aus dem Spiel befördert werden. Die Finalbahn wurde im Vergleich zur ersten Staffel verändert. Nun starten die Murmeln aus drei unterschiedlichen Bereichen, jeweils gleichmäßig aufgeteilt. Für den dritten Platz (10.000 €) starten insgesamt 30 Murmeln, davon 15 für den Gewinner der Geschicklichkeits- und Glücksbahnrunden, 10 für den Zweiten und 5 für den Dritten. Für den zweiten Platz (15.000 €) insgesamt 150 Murmeln, davon 75, 50 bzw. 25 für die Teilnehmer und für den ersten Platz (20.000 €) insgesamt 300 Murmeln, von welchen 150 auf den Gewinner der Vorrunde, 100 auf den Zweiten und 50 auf den Dritten entfallen. Außerdem spielen die drei jeweiligen Gewinner der ersten Folgen in einer großen Finalshow um weitere 100.000 Euro.

## Teilnehmer

### Staffel 1
| Ausstrahlungsdatum      | Sieger (25.000 Euro) | Zweiter (15.000 Euro)             | Dritter (10.000 Euro) | Trostpreis (5.000 Euro)    |
| ----------------------- | -------------------- | --------------------------------- | --------------------- | -------------------------- |
| 11. Mai 2021 Showmaster | Marijke Amado        | Marijke Amado (Harry Wijnvoord) 1 | Ingolf Lück           | /                          |
| 18. Mai 2021 Sportler   | Julius Brink         | Julius Brink                      | Pascal Hens           | Sabrina Mockenhaupt-Gregor |
| 25. Mai 2021 Formel 1   | Kai Ebel             | Florian König                     | Florian König         | Heiko Waßer                |
| 1. Juni 2021 Glamour    | Lola Weippert        | Lola Weippert (Frauke Ludowig) 2  | Jorge González        | Jorge González             |

### Staffel 2
| Ausstrahlungsdatum   | Sieger (20.000 Euro) | Zweiter (15.000 Euro) | Dritter (10.000 Euro) | Trostpreis (5.000 Euro)    |
| -------------------- | -------------------- | --------------------- | --------------------- | -------------------------- |
| 21. Jan. 2022        | Osan Yaran           | Osan Yaran            | Osan Yaran            | Verona Pooth Wigald Boning |
| 28. Jan. 2022        | Matze Knop 3         | Oliver Pocher         | Matze Knop            | Hardy Krüger jr.           |
| 4. Feb. 2022         | Detlef Steves        | Detlef Steves         | Evelyn Burdecki       | Chantal Janzen             |
|                      | (50.000 Euro)        | (30.000 Euro)         | (20.000 Euro)         | (5.000 Euro)               |
| 11. Feb. 2022 Finale | Oliver Pocher        | Oliver Pocher         | Detlef Steves         | Osan Yaran                 |

### Staffel 3
| Ausstrahlungsdatum    | Sieger (30.000 Euro) | Zweiter (15.000 Euro) | Dritter (7.500 Euro) | Trostpreis (5.000 Euro) |
| --------------------- | -------------------- | --------------------- | -------------------- | ----------------------- |
| 13. Jan. 2023 Reality | Elena Miras          | Elena Miras           | Thorsten Legat       | Filip Pavlović          |
| 20. Jan. 2023 Damen   | Sarah Engels         | Janine Kunze          | Janine Kunze         | Angela Finger-Erben     |
| 27. Jan. 2023 Comedy  | Oliver Pocher        | Oliver Pocher         | Lutz van der Horst   | Özcan Coşar             |
|                       | (50.000 Euro)        | (20.000 Euro)         | (10.000 Euro)        |                         |
| 3. Feb. 2023 Finale   | Elena Miras          | Oliver Pocher         | Sarah Engels         | /                       |

### Staffel 4
| Ausstrahlungsdatum            | Sieger (12.500 Euro) | Zweiter (7.500 Euro) | Dritter (2.500 Euro) | ohne Gewinn      |
| ----------------------------- | -------------------- | -------------------- | -------------------- | ---------------- |
| 12. Juli 2024 4 Musiker       | Michi Beck           | Tom Beck             | Tom Beck             | Sasha            |
| 19. Juli 2024 Fernsehköche    | Frank Rosin          | Ali Güngörmüş        | Ali Güngörmüs        | Steffen Henssler |
| 26. Juli 2024 Comedians       | Paul Panzer          | Ilka Bessin          | Paul Panzer          | Chris Tall       |
| 9. August 2024 Moderatorinnen | Panagiota Petridou   | Jeannine Michaelsen  | Panagiota Petridou   | Mareile Höppner  |

### Staffel 5
| Ausstrahlungsdatum                | Sieger (12.500 Euro) | Zweiter (7.500 Euro) | Dritter (2.500 Euro) | ohne Gewinn                        |
| --------------------------------- | -------------------- | -------------------- | -------------------- | ---------------------------------- |
| 8. Januar 2025 Moderatoren        | Arabella Kiesbauer   | Ross Antony          | Arabella Kiesbauer   | Isabel Varell                      |
| 22. Januar 2025 Fernsehköche      | Mario Kotaska        | Mario Kotaska        | Mario Kotaska        | Alexander Kumptner Meta Hiltebrand |
| 29. Januar 2025 Schauspielerinnen | Elena Uhlig          | Elena Uhlig          | Anna Thalbach        | Meltem Kaptan                      |
| 5. Februar 2025 Finale            | Mario Kotaska        | Mario Kotaska        | Mario Kotaska        | Arabella Kiesbauer Elena Uhlig     |

### Staffel 6
| Ausstrahlungsdatum      | Sieger (12.500 Euro)     | Zweiter (7.500 Euro)     | Dritter (2.500 Euro)     | ohne Gewinn                      |
| ----------------------- | ------------------------ | ------------------------ | ------------------------ | -------------------------------- |
| 30. Mai 2025 Musiker    | Vanessa Mai              | Vanessa Mai              | Vanessa Mai              | Smudo Lou Bega                   |
| 6. Juni 2025 Sport      | Katrin Müller-Hohenstein | Katrin Müller-Hohenstein | Mathias Mester           | Rúrik Gíslason                   |
| 13. Juni 2025 Comedians | Bastian Bielendorfer     | Bastian Bielendorfer     | Guido Cantz              | Simon Pearce                     |
| 20. Juni 2025 Finale    | Katrin Müller-Hohenstein | Katrin Müller-Hohenstein | Katrin Müller-Hohenstein | Bastian Bielendorfer Vanessa Mai |

## Rezeption

### Einschaltquoten
| Sendung   | Ausstrahlungsdatum | Gesamtpublikum | Gesamtpublikum | Zielgruppe 14–49 Jahre | Zielgruppe 14–49 Jahre | Beleg  |
| Sendung   | Ausstrahlungsdatum | Zuschauer      | Marktanteil    | Zuschauer              | Marktanteil            | Beleg  |
| --------- | ------------------ | -------------- | -------------- | ---------------------- | ---------------------- | ------ |
| Staffel 1 |                    |                |                |                        |                        |        |
| 1         | 11. Mai 2021       | 2,63 Mio.      | 8,7 %          | 1,18 Mio.              | 14,6 %                 | [ 8 ]  |
| 2         | 18. Mai 2021       | 2,21 Mio.      | 7,4 %          | 0,88 Mio.              | 11,4 %                 | [ 8 ]  |
| 3         | 25. Mai 2021       | 2,05 Mio.      | 7,0 %          | 0,73 Mio.              | 10,0 %                 | [ 8 ]  |
| 4         | 1. Juni 2021       | 2,05 Mio.      | 7,7 %          | 0,81 Mio.              | 12,4 %                 | [ 8 ]  |
| Staffel 2 |                    |                |                |                        |                        |        |
| 5         | 21. Jan. 2022      | 2,48 Mio.      | 8,2 %          | 1,03 Mio.              | 14,8 %                 | [ 9 ]  |
| 6         | 28. Jan. 2022      | 2,30 Mio.      | 7,9 %          | 0,87 Mio.              | 13,8 %                 | [ 10 ] |
| 7         | 4. Feb. 2022       | 2,17 Mio.      | 7,4 %          | 0,78 Mio.              | 12,5 %                 | [ 11 ] |
| 8         | 11. Feb. 2022      | 2,26 Mio.      | 7,9 %          | 0,80 Mio.              | 12,6 %                 | [ 12 ] |
| Staffel 3 |                    |                |                |                        |                        |        |
| 9         | 13. Jan. 2023      | 2,52 Mio.      | 9,1 %          | 0,93 Mio.              | 16,9 %                 | [ 13 ] |
| 10        | 20. Jan. 2023      | 2,23 Mio.      | 8,0 %          | 0,71 Mio.              | 11,9 %                 | [ 14 ] |
| 11        | 27. Jan. 2023      | 2,34 Mio.      | 8,8 %          | 0,80 Mio.              | 14,5 %                 | [ 15 ] |
| 12        | 3. Feb. 2023       | 1,96 Mio.      | 7,4 %          | 0,71 Mio.              | 13,1 %                 | [ 16 ] |
| Staffel 4 |                    |                |                |                        |                        |        |
| 13        | 12. Juli 2024      | 1,58 Mio.      |                | 0,41 Mio.              | 10,6 %                 | [ 17 ] |

### Rezensionen
Michael Horling von Quotenmeter.de fühlte sich an den Domino Day erinnert. Den Reiz mache die liebevolle Gestaltung der Bahnen aus; sie seien „ein optisches Spektakel, für das Kind im Erwachsenen ideal. […] Schöne Sache, tolle Idee, kreatives Fernsehen!“ Alexander Krei von DWDL.de fand, sie erinnere an das Fernseher der 90er und mache erstaunlich großen Spaß. Sie sei irgendwie absurd, aber durchaus charmant.